# Son diégétique et extradiégétique
En appliquant les théories de la narratologie à la bande-son des films de cinéma, on peut y distinguer deux catégories de sons en fonction de leurs rapports respectifs à l'action filmée :
- Son diégétique (ou intradiégétique) :

C’est un son dont l’origine est présente physiquement dans les plans qui composent une séquence. Ce sont à la fois les dialogues, en « in » ou en « off » tant qu’ils font partie de l’action filmée (y compris par exemple le son des appels téléphoniques reçus par les personnages), et tout ce qui peut être entendu par les personnages présents dans la séquence. Autres exemples, le son de la télévision que l’on voit allumée dans le décor, ou le bruit du moteur de l’engin que pilote le personnage filmé, ou le murmure de la foule qui fait face au personnage, ou les coups de feu de ses agresseurs, ou la fanfare qui passe sous sa fenêtre, ou l’instrument de musique dont il joue ou qu’il voit jouer par un autre personnage, etc. C’est ainsi que le cinéaste français  Éric Rohmer a été dans sa carrière, toujours fidèle à cette utilisation de la musique, dite diégétique.
- Son extradiégétique :

C’est un son dont l’origine est extérieure aux plans qui composent la séquence en question. Ce peut être une musique d’ambiance qui est composée et enregistrée avant ou après le tournage proprement dit, et qui fait partie de ce qu’on appelle la BO du film. Dans le cinéma muet, la musique jouée au pied de l’écran ou les bruitages divers, ainsi que les explications du bonimenteur faisaient partie de ce que la narratologie appelle aujourd'hui les sons extradiégétiques. Ce peut être aussi une voix dont l’émission n’est pas le fait d’un des personnages présents dans la séquence, qui peut être celle du narrateur omniscient ou d’un personnage absent de la séquence considérée.
Les critiques et théoriciens influencés par la narratologie ou la sémiologie analysent ainsi les bandes sonores des films. Michel Chion appelle par exemple la musique d'ambiance « musique de fosse », en référence à l'opéra, et l'oppose à la « musique d'écran », celle que les personnages peuvent entendre ou jouer eux-mêmes [réf. souhaitée].

## Une distinction problématique
Cette dichotomie est moins évidente qu'elle peut le paraître, car elle semble ignorer, ou du moins sous-estimer, l’interpénétration du récit musical et des sons en général avec le récit scénaristique, qui fait que l’action (la diégèse) est le fruit pour ainsi dire d'une acculturation de l’un par l’autre. Les sons dits « extradiégétiques » peuvent en effet être considérés comme partie intégrante de l’action : ils servent de support ou de liant à la diversité des plans issus du découpage ; par l’appui des thèmes musicaux, la musique oriente une séquence vers les sentiments caractéristiques des protagonistes et des antagonistes. Elle est tout aussi bien « musique de fosse » que « musique d'écran » : « Elle est toujours partie intégrante de l’histoire, comme dans un opéra, elle est indissociable du spectacle. Les films sonores sont des mélodrames, c’est-à-dire des drames en musique. L’auteur de la “bande originale” est d’ailleurs considéré, à juste titre, comme l’un des auteurs du film, avec le réalisateur et le  scénariste. »
En revanche, les mêmes historiens du cinéma, Marie-France Briselance et Jean-Claude Morin, affirment qu’à la veille de l’apparition du cinéma sonore, le cinéma muet avait déjà expérimenté tous les moyens d’expression du langage filmique. « On peut se féliciter que le cinéma soit né muet, car, privé des dialogues, il a été obligé d’inventer son propre langage qui en 1926, à l’arrivée du sonore, touche à la perfection. » Ils citent l’attente symbolique de la musique qui ouvre le film muet de Dziga Vertov, L'Homme à la caméra (1928) : le film lui-même va être projeté (un film dans le film). « Dans la fosse d’orchestre de la salle, plusieurs instrumentistes s’apprêtent à jouer sous la direction d’un chef d’orchestre. C’est alors que le projectionniste active les charbons de sa lampe à arc, la projection commence tandis que l’orchestre se met en branle. » Le style de la musique avait déjà été choisi par Vertov mais le cinéma soviétique ne disposait pas encore à cette date de l’équipement d’enregistrement optique du son, et L’Homme à la caméra fut toujours projeté sans bande son, et rencontra pourtant un succès qui ne se démentit pas jusqu’à nos jours où, grâce au DVD et au Moma (Museum of Modern Art, New York), il est dorénavant doté d’une bande musique composée d’après les indications de Vertov, qu’il avait précisées par écrit. Cette musique peut être qualifiée d’extradiégétique, mais son mariage avec la bande images est tellement réussi qu’elle forme avec elle un véritable couple fusionnel : elle bascule ainsi dans le diégétique.

## Une frontière floue
Il est intéressant de citer le manifeste esthétique Dogme95, présenté officiellement à Paris le 20 mars 1995 par les cinéastes danois Lars von Trier et Thomas Vinterberg , rappelant un peu la démarche du cinéma direct qui avait fleuri dans les années 1950-1960 au Canada et aux États-Unis. La croyance dans la vérité qu’ils annoncent au monde du cinéma est telle qu’ils qualifient leur manifeste de « Vœu de chasteté », formulé en dix points, dont le deuxième énonce que « Le son ne doit jamais être réalisé à part des images, et inversement (aucune musique ne doit être utilisée à moins qu'elle ne soit jouée pendant que la scène est filmée). » Il s’agit donc là d’une reconnaissance explicite de la séparation narratologique des sons diégétiques et des sons extradiégétiques, ce mouvement exigeant entre autres obligations de privilégier les tournages hors studio et même d’éviter d’aménager les décors naturels, de refuser tout éclairage d’appoint, d’utiliser exclusivement la prise de son en direct (sans postsynchronisation ni bruitage). Cependant, il est non moins significatif que cinq ans plus tard, le même Lars von Trier reçoive la palme d'or au festival de Cannes pour Dancer in the Dark, une comédie musicale entièrement jouée en playback, tandis que son collègue Thomas Vinterberg réalise dès 2003 un film de science-fiction, It's All About Love, soutenu par une partition musicale originale en règle.
Musiques diégétique et extradiégétique peuvent avoir la même origine, mais différer dans la façon dont elles sont exposées par le cinéaste dans son scénario et son découpage. Une musique extradiégétique (musique servant d'illustration sonore à une scène) peut ainsi devenir diégétique (par exemple, dans la scène suivante, elle est jouée par des musiciens, ou émise par un appareil) ; le glissement est parfois mis en évidence par une variation de la qualité du son :  la musique d'ambiance extradiégétique a une grande qualité sonore, alors que la musique diégétique sortant de la radio est pleine de grésillements caractéristiques.
Il n’y a pas que la musique qui pourrait être qualifiée de diégétique ou d’extradiégétique. Les bruits peuvent être extradiégétiques quand leur source n’est pas montrée à l’image. D’après cette dichotomie, dans Un condamné à mort s'est échappé (Robert Bresson, 1956), les nombreux bruits auxquels le personnage central du lieutenant Fontaine (François Leterrier) est attentif car il a besoin d’identifier tous les bruits autour de sa cellule afin de faciliter son évasion, sont, pour certains, diégétiques : les coups frappés au mur par le prisonnier voisin, la voix de ce voisin que Fontaine ne peut voir mais que le cadrage large découvre quand les deux hommes sont vus de l’extérieur à travers les barreaux de leur fenêtre. Ces sons participent évidemment à la diégèse. Mais qu’en est-il des salves d’armes automatiques qui président à l’exécution de quelques prisonniers dont à aucun moment nous ne verrons les images ? Sont-elles vraiment extradiégétiques, alors que leur menace pousse Fontaine à accélérer les opérations ? Et que dire d’autres sons ? Ainsi, « alors qu’il lui reste un seul obstacle à franchir, le chemin de ronde, le lieutenant Fontaine comprend la nature d’un bruit métallique qui l’intriguait et l’inquiétait auparavant. » L’origine de ce bruit n’a jamais été dévoilée, mais l’inquiétude de Fontaine, filmé en gros plan lorsque survient ce bruit mystérieux, laisse présager l’importance qu’elle aura. « Les cheveux déjà balayés par le souffle de la liberté, il se penche pour observer le chemin de ronde et découvre une sentinelle sur un vélo mal graissé qui lui permet pourtant des passages trop fréquents pour laisser le temps aux prisonniers de franchir, agrippés à une corde tendue au-dessus du vide, la distance qui sépare les deux enceintes. Le lieutenant Fontaine, s’il a vaincu l’espace, vient d’être rattrapé par le temps, car la ronde circulaire du vélo qui l’oblige à attendre est bien celle du temps qui passe, des heures qui le rapprochent du lever du jour et risquent de le conduire à l’échec... » 
Ces exemples montrent la difficulté de la répartition des sons en diégétiques et extradiégétiques. L’ambiguïté de certains procédés d’expression caractéristiques des films ne favorise pas non plus cette distinction. Ce sont notamment ce que la narratologie classe en deux catégories : la voix intérieure et la voix off : 
- La voix intérieure est constituée de paroles que n’entend pas forcément au moment de l'exécution de l'action le personnage vu à l’image, mais qui font partie de l'action en présentant les pensées de ce personnage, bien souvent le héros, énoncées par sa propre voix. Il s’agit en général d’une précision biographique, d’un aveu ou d’une confession intime, en tout cas d’un élément important qui a trait directement ou indirectement à l’action momentanément suspendue par ce procédé. La voix intérieure serait donc diégétique.
- À l’inverse, la voix off, paroles que n’entend pas le personnage vu à l’image et qui sont un commentaire de la scène apporté par un narrateur extérieur ou par le réalisateur du film (ironique ou sentencieux), serait extradiégétique, car ce commentaire ne ferait pas partie de l’action. « Voix qui ne provient pas de la bouche d’un des interprètes présents dans la scène ; monologue (ou dialogue) commentant l’action d’un point de vue extérieur (voice-over, narration). » [5]

Une forme de la voix intérieure est jugée obsolète par certains théoriciens : c’est le message pensé qu’entend un personnage (généralement le personnage principal) sous la forme de la voix remémorée d’un autre personnage. Michel Chion parle du « procédé très daté aujourd’hui du memory recall thoughts » (retour d’un souvenir à l’esprit ), c’est-à-dire que le personnage se souvient du propos de quelqu’un qui l’a profondément marqué et sans doute influencé dans ses choix. Ainsi cette phrase célèbre, en son temps et encore aujourd’hui, le type même du retour à l’esprit d’un vieux souvenir : « Luke, suis ton instinct ! Que la force soit avec toi ! » (May the Force be with you !) ?
Le commentaire qui accompagne les documentaires est typiquement une voix off, lue par un comédien que l’on ne verra jamais. Ainsi, dans Citizen Kane, « après la mort de Kane, les actualités News on the march retracent avec des plans d’archives toute la vie du magnat de la presse, mêlée à l’histoire des USA. Elles nous donnent à voir de nombreux épisodes de la vie d’un homme aux multiples facettes, que certains de ses ennemis accusent d’être fasciste tandis que d’autres le déclarent communiste, alors que lui-même se définit comme un Américain. Mais qu’est-ce qu’un Américain? Le commentaire de cette nécrologie filmée est volontairement écrit dans un style emphatique et mondain qui, en fin de compte, ne dévoile rien sur le personnage, sinon des évidences et des ragots. C’est pourquoi le rédacteur en chef interrompt la projection. »  Et c’est pourtant cette biographie des actualités filmées, considérée comme seulement factuelle et creuse, qui justifie la recherche de la vérité par les journalistes. Elle est le point de départ de l’enquête journalistique qui aboutira à une impasse. Cette voix off est ainsi indubitablement diégétique.
Comme l’est d’ailleurs la déposition de Verbal Kint dans Usual Suspects (Bryan Singer, 1995), qui se superpose aux images des scènes qu'il narre et qui fait partie à double titre de la diégèse puisque cette déposition évoque des actions qui ont réellement eu lieu, auxquelles on assiste, tout en construisant un habile mensonge, à l’origine du succès de ce film.
Dans American Beauty (Sam Mendes, 1999), « tout au début, la voix off de celui qui se révèle être le personnage principal nous annonce avec beaucoup d’humour qu’il est mort l’année dernière, le problème de la fin du film étant d’emblée résolu puisque nous savons que le héros va mourir, il reste la question de qui va le tuer? » Cette voix off est diégétique, elle propose la mort future d’un des personnages, sans dévoiler les circonstances de cette mort.
Même interrogation, et même certitude dans Le Nom de la rose (Jean-Jacques Annaud, 1986) où, tout au début du film, une voix de vieillard sort de l’écran encore noir : "Arrivé au terme de ma vie de pauvre pêcheur, désormais chenu et vieilli comme le monde, je m’apprête à laisser sur ce parchemin témoignage des faits admirables et terribles auxquels j’ai assisté dans ma jeunesse." À qui appartient cette voix ? Quand les images apparaissent, on voit deux cavaliers, un homme mûr et un presque adolescent. « Le conteur est bien le plus jeune des voyageurs et si l’histoire est racontée par lui, et non par le héros du film, c’est pour ménager le suspense. Une telle entrée en matière établit une certitude, Edso (le jeune) va survivre au drame. Ainsi, le spectateur pourra craindre pendant tout le film pour la vie de l’autre personnage, Guillaume de Baskerville, » interprété par Sean Connery. La voix off du vieillard, en faisant craindre la mort violente du personnage central de l’histoire, est un pilier de la diégèse.
A contrario, dans Little Big Man (Arthur Penn,1970), Jack Crabb (Dustin Hoffman) ne nous fait pas trembler pour sa vie puisqu’il a cent onze ans lorsqu’il se décide enfin à confier son histoire à un journaliste. Il en va de même pour le personnage de Rose Calvert (Gloria Stuart/Kate Winslet) qui raconte le naufrage du Titanic dans le film de James Cameron (1997), quatre-vingt-quatre ans après les événements, tout en laissant le spectateur dans l'incertitude quant au sort de l'autre personnage principal, Jack Dawson (Leonardo DiCaprio).
Quant à la voix off d’Amélie Poulain (Jean-Pierre Jeunet, 2001), « elle défie toutes les règles de la dramaturgie. Elle va chercher dans la tête des personnages les explications psychologiques et fouille dans leurs pensées intimes. Elle sait lire dans les cœurs et n’hésite pas à se mêler de ce qui ne la regarde pas, son intrusion à tout moment dans l’histoire en fait la voix d’un bienfaiteur autoritaire. Elle déchiffre les sentiments des personnages alors qu’eux-mêmes en sont incapables, et quand ils le sont, ils n’osent pas exprimer leurs désirs et aller vers la vie. Cette voix off très perspicace, lue par un comédien à la voix drôlement scientifique et policière, celle d’André Dussolier, nous rappelle que les spectateurs vont aussi au cinéma pour entendre des contes. » Ici aussi, cette voix off, indispensable à la compréhension de l’histoire, fait partie intégrante de la diégèse.